# 馬倩倩
馬倩倩（1996年6月26日—），江蘇蘇州人，中国大陆女演員，畢業於中央戲劇學院。

## 演藝經歷

### 早年經歷
馬倩倩生於江蘇蘇州。高中畢業後，因好奇心之下報考了中央戲劇學院並且順利被錄取，畢業後與海潤影視簽約，因此正式進入演藝圈發展。

### 發展
2016年，馬倩倩領銜主演的現代動作片《精武門之逆天行者》，這是她的首部影視作品。2017年，馬倩倩主演犯罪動作片《王者歸來之熊心豹子膽》，在片中的角色飾演是善良、執着，且心懷演員夢想的女主角小蕊；同年，她還參與了王晶導演主導的古裝武俠劇《新六指琴魔》，並在劇中飾演了颯爽純美，灑脱陽光的俠女獨孤鴻。
2018年6月，馬倩倩主演了都市愛情劇《甜心軟糖》，在劇中擔任女主角阮棠，個性是樂觀、天真果敢的角色；同年，主演的電影古裝魔幻懸疑片《妖狐傳》及音樂武俠片《噪樂江湖》陸續上映；最讓人矚目是，主演青春校園劇《逆青春》開播，她在劇中飾演溫柔俏皮，深情專一的體院健美操班女隊王牌夏雨；同年，參與古裝愛情喜劇《四大才子》中飾演了集美貌與才華於一身的女主角秋香。
2019年，馬倩倩主演了青春勵志劇《藤科動物也兇猛》，在劇中飾演是通過特考來到美國留學的"富二代"黄馨兒；隨後，她還在與黃景瑜、吳謹言等人聯合主演的都市勵志劇《青春創世紀》中飾演了伶俐俏皮的電商播主李可可；12月，主演的《逆青春第二季》開播，她在劇中繼續飾演健美操女神夏雨。
2020年1月，馬倩倩主演番外篇電影《四大才子番外之真假唐伯虎》上映，其在片中飾演女主角秋香 ；7月8日，與許凱、吳佳怡等人合作主演的古裝青春勵志劇《天舞紀》在愛奇藝播出，劇中她飾演刁蠻靈秀，又元氣滿滿的尚書千金崔翩然。
2021年3月20日，馬倩倩主演的古裝動作片《霸王》在橫店開機；11月7日，主演的古裝網劇《我家嬌妻不好惹》在騰訊視頻播出。
2023年2月2日，主演的冒險動作電影《深海巨蟒》上映；2月3日，主演的愛情輕喜劇《我的老闆為何那樣》在愛奇藝播出，劇中她飾演男主角的青梅竹馬、有公主病個性的聞羨；12月3日，主演的玄幻武俠動作電影《九鼎記之禹皇寶藏》在愛奇藝獨家上線。
2024年2月5日，參演的都市奇幻爆改愛情喜劇《慕先生，請按小説來》播出；3月，第一次參與遊戲演出《美女，請別影響我學習》，在遊戲中飾演林雅；4月6日，參與的醫療劇《手術直播間》播出。
2025年3月27日，參演電視劇《沐野傾心》播出；5月23日出演短劇《老公一千歲》播出；6月，參與遊戲演出《美女，請別影響我成仙》，在遊戲中飾演聞人瀾珂；6月20日，參演青春勵志劇《我的世界你好》播出。

## 影視作品

### 電視劇/網路劇
| 首播年份 | 剧名               | 角色   |
| 2018年   | 逆青春             | 夏雨   |
| 2019年   | 藤科動物也兇猛     | 黃馨兒 |
| 2019年   | 四大才子           | 秋香   |
| 2019年   | 甜心軟糖           | 阮棠   |
| 2019年   | 逆青春第二季       | 夏雨   |
| 2020年   | 青春創世紀         | 李可可 |
| 2020年   | 新六指琴魔         | 獨孤鴻 |
| 2020年   | 民國奇探           | 何清漪 |
| 2020年   | 天舞紀             | 崔翩然 |
| 2021年   | 逆青春第三季       | 夏雨   |
| 2022年   | 明媒善娶           |        |
| 2022年   | 我家嬌妻不好惹     | 龐朧月 |
| 2023年   | 我的老闆為何那樣   | 聞羨   |
| 2024年   | 慕先生，請按小説來 | 柳依依 |
| 2024年   | 手術直播間         | 任靈   |
| 2025年   | 沐野傾心           |        |
| 2025年   | 老公一千歲         | 謝南梔 |
| 2025年   | 我的世界你好       | 黃馨兒 |

### 電影
| 首播年份 | 名稱                     | 角色         |
| 2016年   | 精武門之逆天行者         |              |
| 2018年   | 王者歸來之熊心豹子膽     | 小蕊         |
| 2018年   | 妖狐傳                   | 小九         |
| 2018年   | 笑傲賭界                 | 諾漓         |
| 2018年   | 噪樂江湖                 | 姜妙弦       |
| 2020年   | 四大才子番外之真假唐伯虎 | 秋香         |
| 2022年   | 霸王                     |              |
| 2023年   | 深海巨蟒                 | 鐘鳴         |
| 2023年   | 九鼎記之禹皇寶藏         | 李珺(諸葛青) |

### 遊戲
| 發行日期      | 遊戲名稱             | 角色     |
| 2024年3月29日 | 美女，請別影響我學習 | 林雅     |
| 2025年6月20日 | 美女，請別影響我成仙 | 聞人瀾珂 |

## 外部連結
- 马倩倩的新浪微博
- 馬倩倩的抖音帳戶 （页面存档备份，存于）